# Felix I.

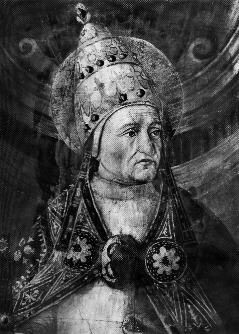
Fresko mit einer Darstellung Felix’ I. in der Sixtinischen Kapelle. Das Phantasieporträt stellt ihn in einem viel jüngeren, päpstlichen Amtsornat dar.

Felix I. (lat. der Glückliche; * in Rom; † 30. Dezember 274 ebenda) wurde am 5. Januar 269 zum Bischof von Rom gewählt, nachdem sein Vorgänger Dionysius am 26. Dezember 268 gestorben war.

## Leben
Es gibt wenige authentische Quellen hinsichtlich seiner Amtszeit als Bischof von Rom. Man schreibt ihm zu, den jährlichen Messen an den Gräbern der Märtyrer den kirchlichen Segen gegeben zu haben, einer schon lange gepflegten Tradition. Auch das Gesetz zur Einsegnung von Kirchen wird auf ihn zurückgeführt. Er soll sich stark für die von Kaiser Aurelian verfolgten Christen eingesetzt haben, weshalb er auch – möglicherweise unberechtigt – als Märtyrer geführt wird.
Das Fragment eines Briefes an Maximus, Bischof von Alexandria, welches sich für die Doktrin der Dreifaltigkeit ausspricht, stammt vielleicht von Felix, drei andere Briefe werden ihm wohl fälschlicherweise zugeschrieben.
Felix starb am 30. Dezember 274 und wurde in der Calixtus-Katakombe beigesetzt. Seine Gebeine gelangten nach Süddeutschland in das Gebiet um den Bodensee. Sie werden dort in der Kapelle von Schloss Heiligenberg als Reliquie verehrt. Sein Gedenktag ist der 30. Dezember.